# Vlag van Tristan da Cunha

Vlag van Tristan da Cunha (ratio 1:2)

Vlag van de administrator van Tristan da Cunha

De vlag van Tristan da Cunha werd aangenomen op 20 oktober 2002 en is een blauw Brits vaandel, dus een blauwe vlag met in het kanton de Britse vlag. Aan de rechterkant van de vlag staat het wapen van het gebied. Vóórdat deze vlag werd aangenomen, gebruikte men op Tristan da Cunha de vlag van Sint-Helena, het eiland van waaruit Tristan da Cunha bestuurd wordt.